# Pseudoacontias madagascariensis
Espèce
Statut de conservation UICN

 DD  : Données insuffisantes
Pseudoacontias madagascariensis est une espèce de sauriens de la famille des Scincidae.

## Répartition
Cette espèce est endémique de Madagascar.

## Étymologie
Son nom d'espèce, composé de madagascari et du suffixe latin -ensis, « qui vit dans, qui habite », lui a été donné en référence au lieu de sa découverte, Madagascar.

## Publication originale
- Bocage, 1889 : Mélanges erpétologiques. I. Sur un Scincoidien nouveau de Madagascar. Jornal de Sciencias Mathematicas, Physicas e Naturaes Academia Real das Sciencias de Lisboa, sér. 2, vol. 1, p. 125-126 (texte intégral).